# 網絡螞蟻
網絡螞蟻（英語：NetAnts）是一個下載軟件，主要功能是斷點续传，也能支援不同瀏覽器，在2000年前后是主流的网络下载工具。

## 主要功能
- 斷點续传
- 把文件分成多段，并发下載以提高下载速度
- 預定時間下載
- 自動撥號

## 其他功能
- 支持重定向
- 允许使用代理
- 可以限速
- 有一个API
- 修复受损的ZIP文件

网络蚂蚁可以校验ZIP文件的CRC，如果发现受损，程序将重新下载文件受损的部分。

## 缺点
- 不原生支持Mozilla Firefox（但可通过FlashGot插件使用）
- 不会下载服务器上未知实际大小的文件
- 原作者已放弃更新
- 包含广告软件
- 不支持自动搜寻镜像服务器以提高下载速度
- 不支持Windows Vista及之后的操作系统